# Nephodia solitaria
Nephodia solitaria är en fjärilsart som beskrevs av Paul Dognin 1913. Nephodia solitaria ingår i släktet Nephodia och familjen mätare. Inga underarter finns listade i Catalogue of Life.